# Centaurea calcitrapa

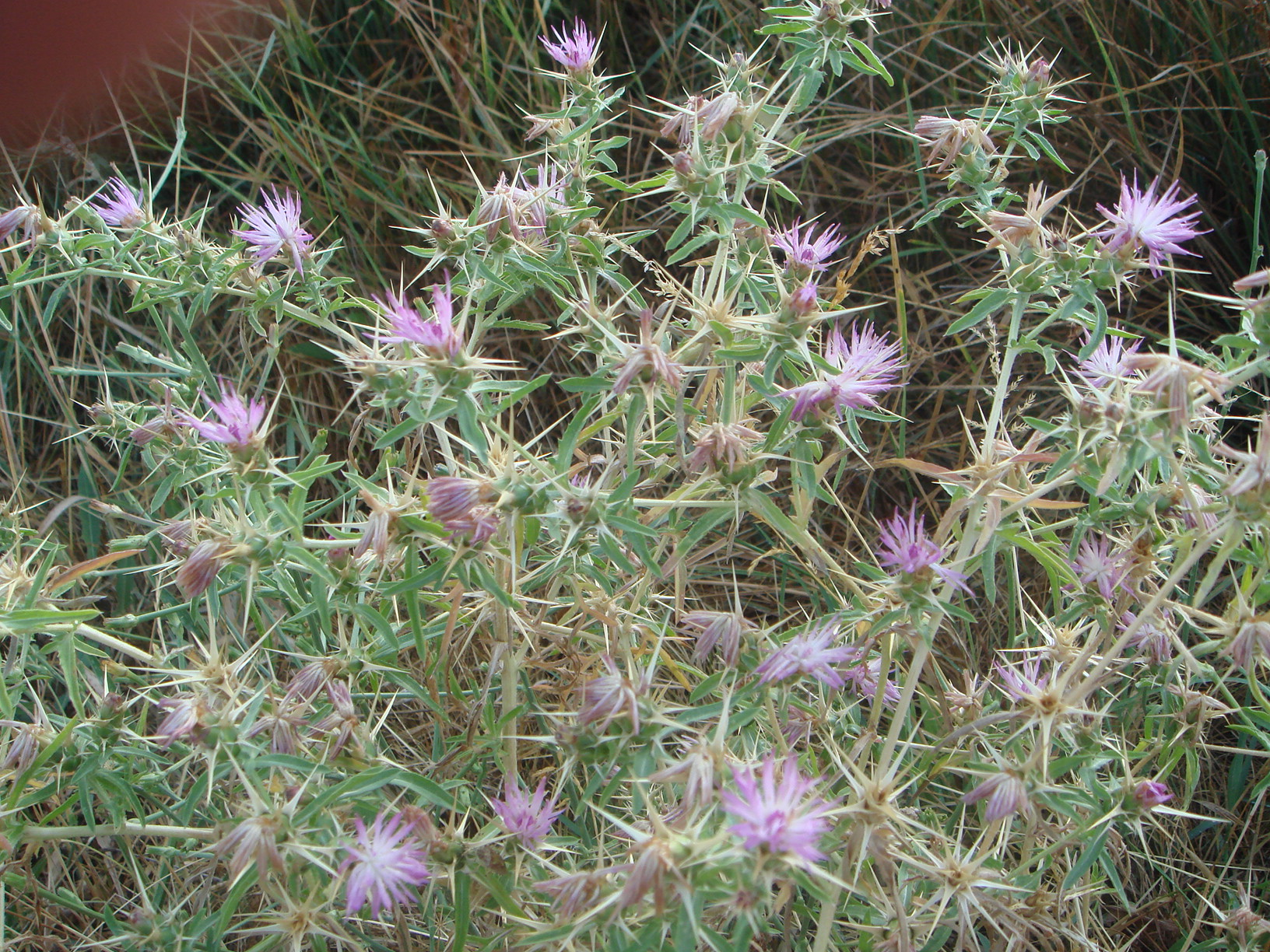
Aspecto general

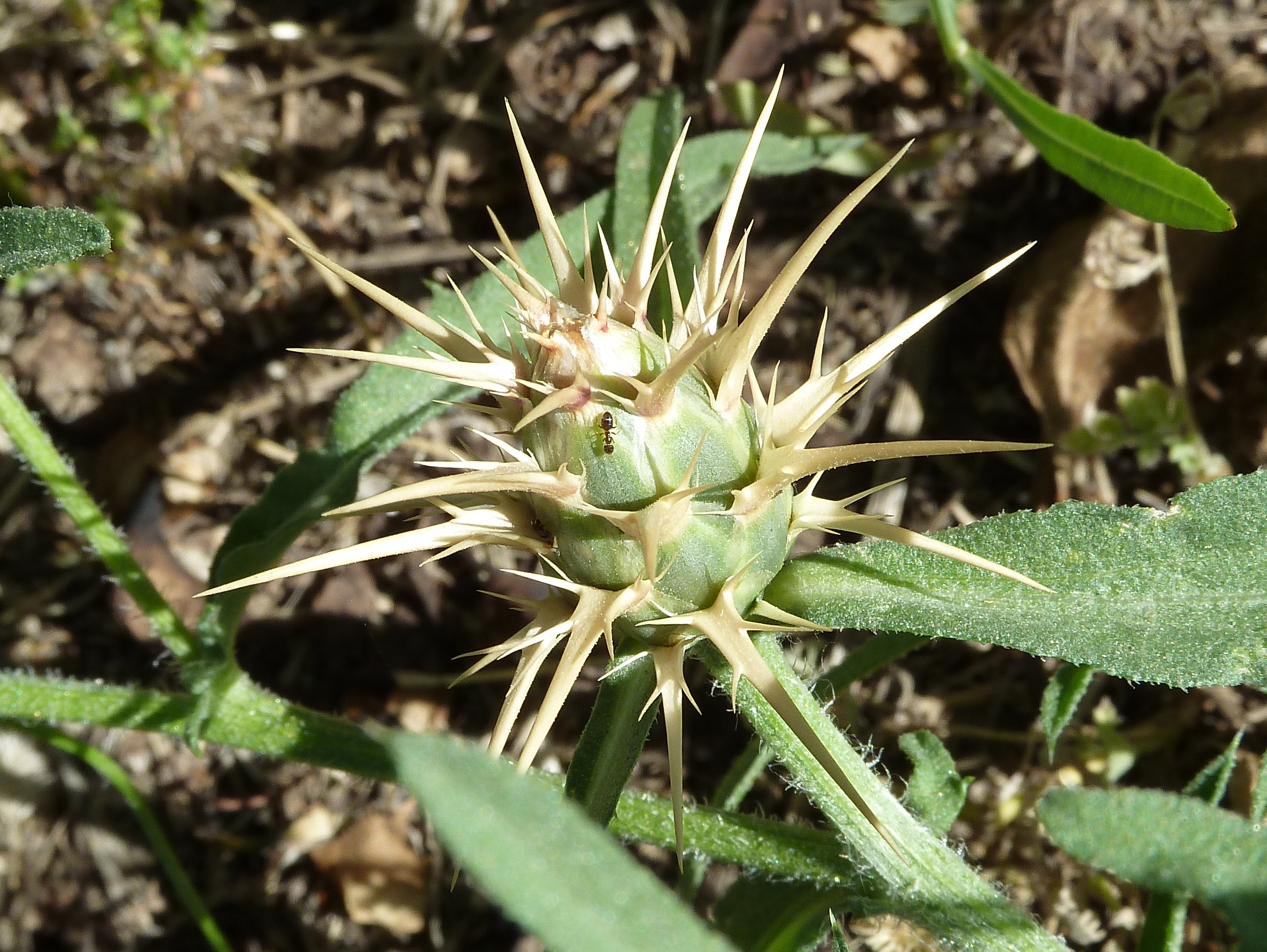
Capítulo en prefloración

Centaurea calcitrapa es una especie de planta de la familia de las asteráceas. 

## Descripción

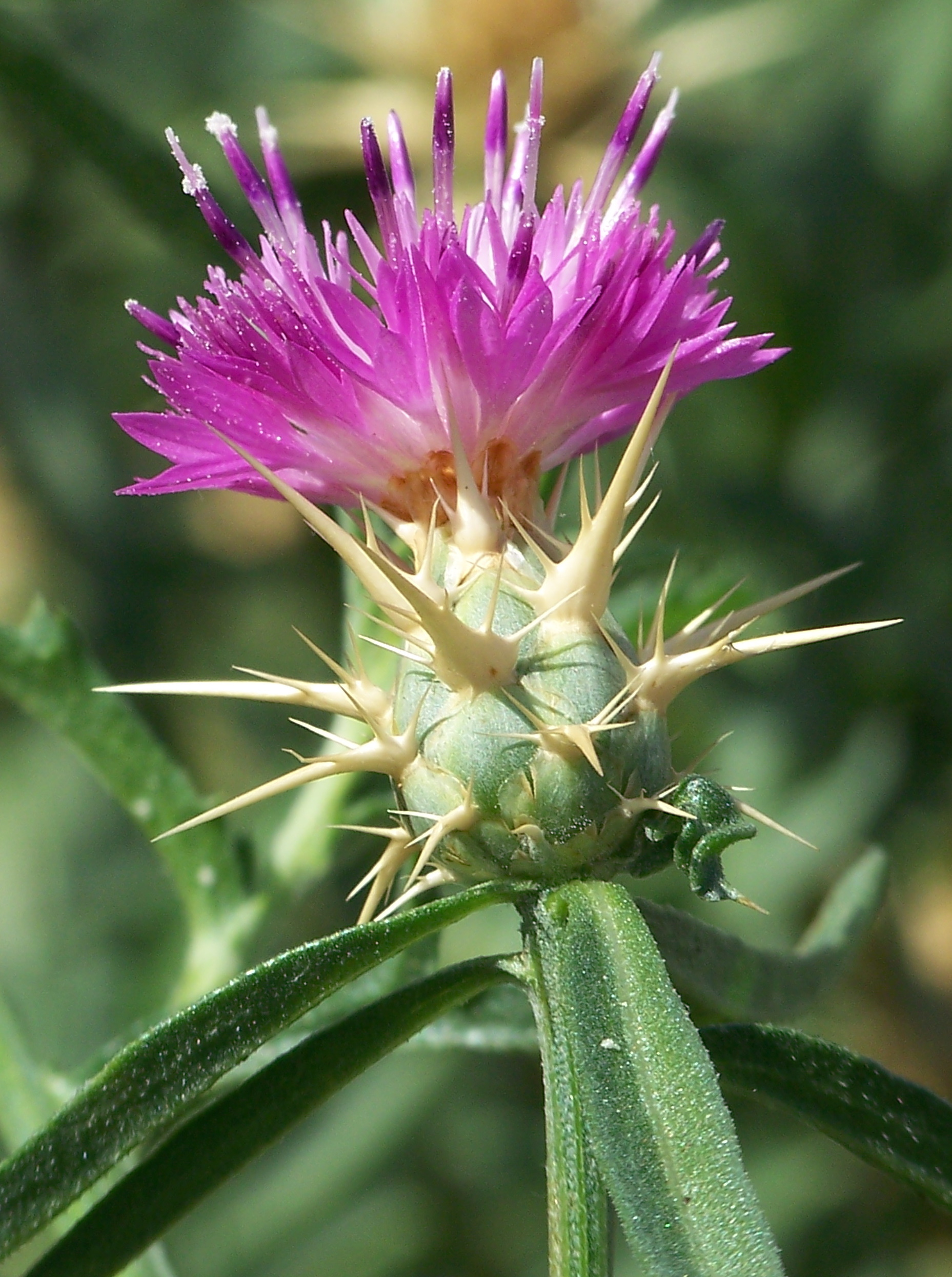
Cabezuela floral - Ambiente suburbano, Madrid, Ribera izq. del río Manzanares

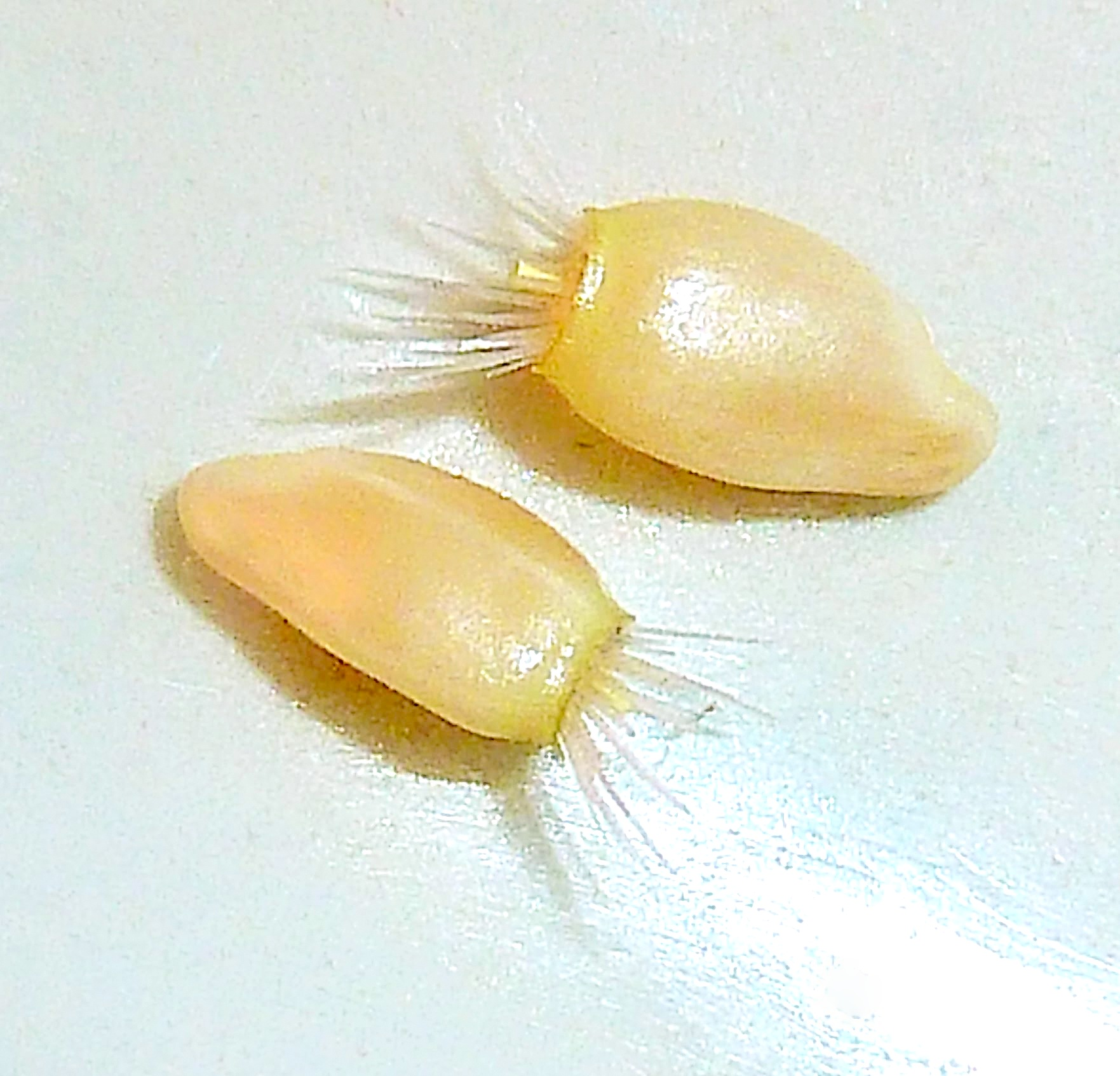
Cipselas sueltas

Es una planta anual herbácea que alcanza los 2-8 dm de altura. Tallos extendidos o ascendentes con ramas desde la base de hasta 1m. Hojas inferiores divididas, con lóbulos dentados y lanceolados ampliamente espaciados, las hojas superiores con lóbulos más estrechos, las más altas lanceoladas. Capítulos rosa o morados, con involucro ovoide, 6-8 mm, y brácteas ovadas, coriáceas, con larga espina terminal engrosada y espinas más pequeñas en la base. Frutos (cipselas) blanquecinos, con líneas irregulares negruzcas, sin vilano o con vilano doble. Especie variable. Florece entre junio y septiembre.

## Hábitat y distribución
Es una planta natural de Europa, norte de África y Asia occidental. Naturalizada y repartida por todos los continentes hasta altas latitudes.
Crece en terrenos incultos y bordes de caminos.

## Propiedades

### Principios activos
Contiene lactonas sesquiterpénicas (centaurina) de estructura similar a la cnidina, flavonoides (astragalósido, rutósido, luteolósido), ácido calcitrápico; sales potásicas, resina; beta-sitosterol. Trazas de alcaloides.

### Indicaciones
Se le atribuyen propiedades como antipirético, aperitivo, digestivo, diurético, colerético e hipoglucemiante. Indicado para inapetencia, dispepsias hiposecretoras, hiperglucemia, gripe, resfriados, disquinesias hepatobiliares.
Contraindicado con el embarazo, lactancia. Cuando se prescriba a diabéticos, se deberá controlar la glucemia, para ajustar las dosis de insulina o de antidiabéticos orales. Tóxica para la ganadería: produce encefalomalacia nigripalidans a los caballos que la consumen como forraje.

### Usos
Se usan las sumidades aéreas. Infusión: 20 a 40 g por litro. Infundir 10 minutos. Tomar 3 a 5 tazas al día. Decocción: 20 g/l, hervir 5 minutos. 3 a 5 tazas al día. Suspensión de planta fresca: 125 a 160 g al día.

## Taxonomía
Centaurea calcitrapa fue descrita por  Carlos Linneo y publicado en Species Plantarum, vol. 2:, p. 917, 1753.
Etimología
- Centaurea: nombre genérico que procede del griego kentauros, hombres-caballos que conocían las propiedades de las plantas medicinales.
- calcitrapa proviene del latín caltrops, que era un arma de guerra que consistía en bolas de hierro con púas, unidas o no por una cadena (en español abrojo).

Taxones infraespecíficos
Dada la alta variabilidad de la especie, es probable que sean meros sinónimos.
- Centaurea calcitrapa var. autumnalis DC.
- Centaurea calcitrapa var. microcephala Rouy

Sinonimia
- Centaurea adulterina Moretti ex DC.
- Centaurea calcitrapa subsp. horrida (Ten.) Arcang.
- Centaurea calcitrapa subsp. torreana (Ten.) Nyman
- Centaurea calcitrapoides L.
- Centaurea carduifolia Salisb.
- Centaurea devauxii Nyman
- Centaurea horrida Ten.
- Centaurea hybrida Chaix
- Centaurea macroacantha Guss.
- Centaurea myacantha DC.
- Centaurea penicillata Delile
- Centaurea pourretiana Timb.-Lagr. & Thevenau
- Centaurea calcitrapa var. pourretiana (Timb.-Lagr. & Thevenau) Rouy
- Centaurea trichacantha Willd. ex Spreng.
- Calcitrapa calcitrapa (L.) Hill
- Calcitrapa calcitrapoides (L.)
- Calcitrapa hippophaestrum
- Calcitrapa hypophaestum Gaertn.
- Calcitrapa hybrida Sweet
- Calcitrapa lanceolata Lam.
- Calcitrapa myacantha Cass.
- Calcitrapa phoenicea Sweet
- Calcitrapa stellaris Hill
- Calcitrapa stellata Lam.
- Calcitrapa vulgaris Bernh.[3][4]

## Nombres comunes
- Castellano: Abreojos, abrepuño, abrepuños, abriojo, abriojos, abrojo, abrojos, azotacristos, cagatripa, calcitrapa, calcítrapa, cardo, cardo azotacrihto, cardo estrellado, cardo garbancero, cardo garbanzuelo, cardo pinchoso, centaura estrellada, encarnada, encojaperros, garbanzo del cura, garbanzos, garbanzos del cura, garbanzuelo, mancaperro, quiebracamas, ramón sutil, sopa de vino, trepacaballos, trepa caballos, trepacaballos encarnado.[5]

Entre sus nombres vulgares en Argentina se listan: "abrepuño colorado" que es el nombre patrón propuesto por Petetín en 1984, también llamada "abrepuño", "cardo abrepuño", "cardo bravo", "cardo oriental", "abre puño colorado".